# Zvečan
Zvečan ou Zvecan (em sérvio:  Звечан, transl. Zvečan) é uma município situado ao norte da Província Autônoma de Cossovo e Metóquia, fazendo parte do Distrito de Kosovska Mitrovica, sendo de jure parte da República da Sérvia.
Possui uma área de 123 km² e consiste em 35 aldeias.
Localiza-se no Kosovo do Norte.  Em 2008, o município tinha uma população de aproximadamente 17 000 habitantes.